# 26986 Čáslavská
26986 Čáslavská è un asteroide della fascia principale. Scoperto nel 1997, presenta un'orbita caratterizzata da un semiasse maggiore pari a 3,0795051 UA e da un'eccentricità di 0,0818996, inclinata di 10,65020° rispetto all'eclittica.